# Дарчук Остап Йосипович
Оста́п Йо́сипович Дарчу́к (25 квітня 1911, Бердичів — 21 серпня 1999, Львів) — український співак (бас), педагог, професор (1982), Заслужений діяч мистецтв УРСР.

## Життєпис
Після закінчення школи працює токарем на заводі, займається в самодіяльності. У 1926—1930 роках навчається в Музично-драматичному інституті імені М. В. Лисенка.
1930 року починає артистичну діяльність у капелі «Думка», тоді ж без відриву від основної роботи поступає у Київську консерваторію по класу вокалу.
З 1935 по 1939 рік — соліст оперної студії Київської консерваторії. З 1939 по 1941 — студент Київської консерваторії імені Петра Чайковського у класі співу Дометія Євтушенка.
1941 року призвали в армію. Після закінчення школи танкістів в Ленінграді, його направляють для проходження подальшої служби не на передову, а в оперну студію Ленінградського будинку офіцерів. Виступає у складі фронтових бригад; концерти на лісових галявинах, просто неба, Дарчук виступав з Юрієм Тимошенком і Юхимом Березіним, Бєлим, Павлом Вірським, Кабалевським, Хрєнниковим, у складі Ансамблю пісні й танцю Київського особливого військового округу.
Перший виконавець «Пісні про Дніпро» — 31 грудня 1941 року у Воронезькому драматичному театрі, пройшов з фронтовими виступами до Берліна, нагороджений орденом Червоної Зірки.
1946 року завершує навчання в Київській консерваторії, був солістом українського радіо.
В 1951—1955 роках працює солістом оперного театру у Горькому, викладає спів у консерваторії.
1955 року прибуває до Львова, виступає у Львівському державному академічному театрі опери та балету ім. І. Франка — у 1955—1957 та 1959—1965 роках та Львівській державній консерваторії ім. М. В. Лисенка.
За творче життя виконав понад сто партій класичного репертуару, озвучив 11 кінофільмів, записав у фонди московського та українського радіо 460 творів різних композиторів.
З 1965 року працює викладачем вокалу на кафедрі академічного співу Львівської консерваторії імені М. О. Лисенка — до 1999 року. Серед його учнів — Андрій Алексик, Сергій Бень, Роман Вітошинський, Василь Дудар, Віктор Дудар, Ігор Кушплер, Анатолій Липник, Степан Степан, Корнелій Сятецький, Олексій Данильчук.
Серед сценічних ролей — Лісовик, «Лісова пісня» Віталія Кирейка.
Виступав під керівництвом, зокрема, Ярослава Вощака.
Його дружина, Марія Петрівна Сиверіна, також була музичним педагогом.
Помер 21 серпня 1999 року у Львові. Похований на полі № 9 Янівського цвинтаря.